# 克林頓·尼積爾
克林頓·尼積爾（英語：Clinton N'Jie，1993年8月15日—）是喀麥隆的職業足球運動員，司職前鋒，現效力於俄超球會莫斯科戴拿模。

## 榮譽
里昂
法國聯賽盃亞軍：2014

## 外部連結
- Clinton N'Jie – 法國職業足球聯賽数据 – 支持法语（已存档）
- 克林頓·尼積爾在《隊報》足球中的档案 （法文）